# Rivière Missisicabi Ouest
Rivière Missisicabi Ouest är ett vattendrag i Kanada.   Det ligger i provinsen Québec, i den östra delen av landet, 600 km norr om huvudstaden Ottawa.
Trakten runt Rivière Missisicabi Ouest består huvudsakligen av våtmarker. Trakten runt Rivière Missisicabi Ouest är nära nog obefolkad, med mindre än två invånare per kvadratkilometer.